# Marie Trintignant
Marie Joséphine Innocente Trintignant (ur. 21 stycznia 1962 w Boulogne-Billancourt, zm. 1 sierpnia 2003 w Neuilly-sur-Seine) – francuska aktorka filmowa i telewizyjna.

## Życiorys
Starsza córka francuskiego aktora, reżysera i scenarzysty Jeana-Louisa Trintignanta i jego drugiej żony scenarzystki i reżyser Nadine Marquand. Miała młodszego brata Vincenta (ur. 1973). Kiedy jej młodsza siostra zmarła mając 9 lat, Marie Trintignant zamknęła się w sobie i przestała mówić. We wczesnych latach swojego życia cierpiała na nieśmiałość, jednak w wieku dojrzewania postanowiła zostać aktorką. Zadebiutowała w melodramacie swojej matki Moja miłość, moja miłość (Mon amour, mon amour, 1967) u boku ojca. Później współpracowała także z Pierre'em Salvadorim nad Czułym celem (Cible émouvante, 1993) oraz Alainem Corneau nad Kuzynem (Le Cousin, 1997) i Księciem Pacyfiku (Le Prince du Pacifique, 2000). Pojawiła się m.in. w „czarnym filmie” gangsterskim Czarna seria (Série noire, 1979) jako Mona. Za rolę Victoire w miniserialu Victoire, ou la douleur des femmes (2000) odebrała nagrodę na Międzynarodowym Festiwalu Audiowizualnego Układania Programu w Biarritz.
Romansowała z Bertrandem Cantatem (ur. 1964), wokalistą francuskiej grupy rockowej Noir Désir, który 27 lipca 2003 w jednym z wileńskich hoteli pobił aktorkę, został przesłuchany i zatrzymany na 48 godzin. Wcześniej przeszedł odtrucie na oddziale detoksykacji. Brutalnie pobita przez rockmana, z powodu obrzęku mózgu, po sześciodniowej śpiączce zmarła w szpitalu. Została pochowana w Paryżu. Sąd w Wilnie skazał wokalistę na osiem lat więzienia.

### Życie prywatne
Miała dwóch synów z nieformalnych związków: Romana (ur. 1986) z Richardem Kolinką, perkusistą francuskiego zespołu rockowego Téléphone, i Paula (ur. 1992) z francuskim aktorem François Cluzetem (ur. 1955).
W 1998 poślubiła reżysera i scenarzystę Samuela Benchetrita (ur. 1973), z którym ma syna Jules'a (ur. 1997). Benchetrit adoptował także jej syna Léona (ur. 1995), którego biologicznym ojcem jest Mathias Othnin-Girard.

## Nominacje
- Nominacje do nagrody Césara:
- Kłamczucha (Comme elle respire) – 1999 (Najlepsza aktorka)
- Kuzyn (Le cousin) – 1998 (Najlepsza aktorka drugoplanowa)
- Le cri de la soie – 1997 (Najlepsza aktorka)
- Świstaki (Les Marmottes) – 1994 (Najlepsza aktorka drugoplanowa)
- Sprawa kobiet (Une affaire de femmes) – 1989 (Najlepsza aktorka drugoplanowa)

## Wybrana filmografia
- 2003: Colette
- 2003: Marynarze (Marins perdus, Les) jako Mariette
- 2003: Janis i John (Janis et John) jako Brigitte Sterni
- 2000: Pałac w lesie (Promenons-nous dans les bois) jako Matka
- 2000: Książę Pacyfiku (Le Prince du Pacifique) jako Moeata
- 2000: Uciec przed śmiercią (Harrison's Flowers) jako Cathy
- 1998: Kłamczucha (...Comme elle respire) jako Jeanne
- 1997: Demony Jezusa (Les Démons de Jésus) jako Levrette
- 1993: Świstaki (Les Marmottes) jako Lucie
- 1993: Czuły cel (Cible émouvante) jako Renée Dandrieux
- 1991: Kochankowie na moście (Les Amants du Pont-Neuf) jako Michèle Stalens (głos)
- 1990: Artur Joffe – Podróż Alberta (Alberto Express) jako Clara
- 1988: Sprawa kobiet (Une affaire de femmes) jako Lulu/Lucie
- 1981: Głębokie wody (Eaux Profondes)
- 1980: Taras (La Terrasse) jako Isabella
- 1976: Podróż poślubna (Le Voyage de noces)
- 1973: Zabrania się wiedzieć (Défense de savoir) jako Dziewczynka